# Élections législatives de 1981 dans la Nièvre
Les élections législatives françaises de 1981 dans la Nièvre se déroulent les 14 et 21 juin 1981.

## Élus
| Circonscription | Député sortant              | Parti | Parti | Député élu ou réélu         | Parti | Parti |
| --------------- | --------------------------- | ----- | ----- | --------------------------- | ----- | ----- |
| 1re             | Daniel Benoist              |       | PS    | Daniel Benoist              |       | PS    |
| 2e              | Jacques Huyghues des Étages |       | PS    | Jacques Huyghues des Étages |       | PS    |
| 3e              | François Mitterrand         |       | PS    | Bernard Bardin              |       | PS    |

## Positionnement des partis
Le Parti socialiste et le Parti communiste français, sous l'appellation « majorité d'union de la gauche », se présentent dans les trois circonscriptions nivernaises. Les socialistes investissent les députés-maires sortants Daniel Benoist (Nevers) et Jacques Huyghues des Étages (Cosne-Cours-sur-Loire) et Bernard Bardin, suppléant de François Mitterrand et premier édile de Clamecy, tandis que les communistes soutiennent Maurice Guin, adjoint au maire de Nevers, André Périnaud, adjoint au maire de Varennes-Vauzelles, et Cèdre Cadena, adjoint au maire de Clamecy.
Il en est de même avec l'Union pour la nouvelle majorité (UNM) qui soutient des candidats dans l'ensemble des circonscriptions : Jean-Paul Beynet (UDF-PR, 1re), Bernard Berthault (DVD, 2e), maire de Bouhy, et Grégoire Direz (RPR, 3e). On compte par ailleurs deux candidats divers droite, Marcel Vannereau et Bruno Guyard, dans la circonscription de Clamecy - Château-Chinon.
Enfin, Stefan Szotowski	représente Lutte ouvrière à Nevers (1re).

## Résultats

### Résultats à l'échelle du département
| Parti          | Parti                              | Premier tour | Premier tour | Second tour | Second tour | Sièges |
| Parti          | Parti                              | Voix         | %            | Voix        | %           | Sièges |
| -------------- | ---------------------------------- | ------------ | ------------ | ----------- | ----------- | ------ |
|                | Parti socialiste                   | 64 198       | 51,97        | 30 008      | 66,24       | 3      |
|                | Parti communiste français          | 20 174       | 16,33        | Retrait     | Retrait     | 0      |
|                | Majorité présidentielle            | 84 372       | 68,30        | 30 008      | 66,24       | 3      |
|                |                                    |              |              |             |             |        |
|                | Divers droite                      | 17 519       | 14,18        | 15 295      | 33,76       | 0      |
|                | Union pour la démocratie française | 13 473       | 10,91        |             |             | 0      |
|                | Rassemblement pour la République   | 7 409        | 6,00         | 0           |             |        |
|                | Union pour la nouvelle majorité    | 38 401       | 31,09        | 15 295      | 33,76       | 0      |
|                |                                    |              |              |             |             |        |
|                | Lutte ouvrière                     | 761          | 0,61         |             |             | 0      |
|                |                                    |              |              |             |             |        |
| Inscrits       | Inscrits                           | 176 885      | 100,00       | 61 775      | 100,00      | 3      |
| Abstentions    | Abstentions                        | 51 311       | 29,01        | 15 511      | 25,11       |        |
| Votants        | Votants                            | 125 574      | 70,99        | 46 264      | 74,89       |        |
| Blancs et nuls | Blancs et nuls                     | 2 040        | 1,62         | 961         | 2,08        |        |
| Exprimés       | Exprimés                           | 123 534      | 98,38        | 45 303      | 97,92       |        |

### Résultats  par circonscription

#### Première circonscription (Nevers)
|                | Daniel Benoist sortant réélu | PS             | 24 232 | 53,33  |  |  |  |
|                | Jean-Paul Beynet             | UDF (PR)       | 13 473 | 29,65  |  |  |  |
|                | Maurice Guin                 | PCF            | 6 969  | 15,34  |  |  |  |
|                | Stefan Szotowski             | LO             | 761    | 1,67   |  |  |  |
|                |                              |                |        |        |  |  |  |
| Inscrits       | Inscrits                     | Inscrits       | 66 738 | 100,00 |  |  |  |
| Abstentions    | Abstentions                  | Abstentions    | 20 610 | 30,88  |  |  |  |
| Votants        | Votants                      | Votants        | 46 128 | 69,12  |  |  |  |
| Blancs et nuls | Blancs et nuls               | Blancs et nuls | 693    | 1,5    |  |  |  |
| Exprimés       | Exprimés                     | Exprimés       | 45 435 | 98,5   |  |  |  |

#### Deuxième circonscription (Cosne-Cours-sur-Loire)
| Candidat       | Candidat                                  | Parti               | Premier tour | Premier tour | Second tour | Second tour |  |
| Candidat       | Candidat                                  | Parti               | Voix         | %            | Voix        | %           |  |
| -------------- | ----------------------------------------- | ------------------- | ------------ | ------------ | ----------- | ----------- |  |
|                | Jacques Huyghues des Étages sortant réélu | PS                  | 21 223       | 48,48        | 30 008      | 66,24       |  |
|                | Bernard Berthault                         | Divers droite (UNM) | 13 826       | 31,58        | 15 295      | 33,76       |  |
|                | André Périnaud                            | PCF                 | 8 728        | 19,94        | Retrait     | Retrait     |  |
|                |                                           |                     |              |              |             |             |  |
| Inscrits       | Inscrits                                  | Inscrits            | 61 780       | 100,00       | 61 775      | 100,00      |  |
| Abstentions    | Abstentions                               | Abstentions         | 17 197       | 27,84        | 15 511      | 25,11       |  |
| Votants        | Votants                                   | Votants             | 44 583       | 72,16        | 46 264      | 74,89       |  |
| Blancs et nuls | Blancs et nuls                            | Blancs et nuls      | 806          | 1,81         | 961         | 2,08        |  |
| Exprimés       | Exprimés                                  | Exprimés            | 43 777       | 98,19        | 45 303      | 97,92       |  |

#### Troisième circonscription (Clamecy - Château-Chinon)
|                       | Bernard Bardin élu | PS                        | 18 743 | 54,61  |  |  |  |
|                       | Grégoire Direz     | RPR (UNM)                 | 7 409  | 21,59  |  |  |  |
|                       | Cèdre Cadena       | PCF                       | 4 477  | 13,04  |  |  |  |
|                       | Marcel Vannereau   | Divers droite (Gaulliste) | 3 220  | 9,38   |  |  |  |
|                       | Bruno Guyard       | Divers droite             | 473    | 1,38   |  |  |  |
|                       |                    |                           |        |        |  |  |  |
| Inscrits              | Inscrits           | Inscrits                  | 48 367 | 100,00 |  |  |  |
| Abstentions           | Abstentions        | Abstentions               | 13 504 | 27,92  |  |  |  |
| Votants               | Votants            | Votants                   | 34 863 | 72,08  |  |  |  |
| Blancs et nuls        | Blancs et nuls     | Blancs et nuls            | 541    | 1,55   |  |  |  |
| Exprimés              | Exprimés           | Exprimés                  | 34 322 | 98,45  |  |  |  |
| Source : Data.gouv.fr |                    |                           |        |        |  |  |  |